# 곽완섭
곽완섭(1980년 7월 7일 ~ )은 대한민국의 축구 선수이며, 포지션은 센터백이다.